# Charlotte Karlsson
Charlotte Karlsson, född 18 augusti 1984 och uppvuxen i Uttran, är en svensk långdistanslöpare som fick sitt stora genombrott under 2011. Främsta meriter är SM-guld Stockholm Marathon 2012, seger i Lidingöloppet 30 km 2011, SM-brons 10 000m 2011 och andraplacering i Midnattsloppet Stockholm 2011. Karlsson tävlade fram till 2012 för IFK Tumba. 2012-2013 representerade hon Hammarby IF Friidrott men tävlar sedan 2014 för Hässelby SK.
Charlotte Karlsson är också en av grundarna till löpargruppen Runday som bl.a. bedriver löparträning för motionärer varje vecka, samt löpträning och inspirationsföreläsningar för företag. Idrottsföreningen Runday IF startades under sommaren 2011.

## Internationella mästerskap
Charlotte Karlsson representerade Sverige i EM 2014 i Zürich, där hon blev 34:a i marathon och i VM 2015 i Peking, där hon slutade på 44:e plats

## Personliga rekord
| Utomhus - 5 000 meter – 17:20,90 (Sollentuna 5 juli 2012) - 10 000 meter – 35:09,05 (Umeå 1 augusti 2014) - 10 km landsväg – 35:24 (Stockholm 9 maj 2015) - Halvmaraton – 1:15:24 (Barcelona, Spanien 15 februari 2015) - Halvmaraton – 1:15:25 (Barcelona, Spanien 15 februari 2015) - 30 km landsväg – 2:02:55 (Stockholm 24 september 2011) - Maraton – 2:42:29 (Zürich, Schweiz 16 augusti 2014) | Inomhus - 1 500 meter – 4:43,81 (Sätra 9 februari 2013) - 3 000 meter – 9:48,05 (Norrköping 16 februari 2013) |